# Arhitektura ARM
Arhitektura ARM (prej Advanced RISC Machine, pred tem Acorn RISC Machine) je 32-bitna procesna arhitektura RISC razvijalca ARM Limited, ki se množično uporablja v vgrajenih sistemih. Zaradi nizke porabe električne energije so procesorji ARM prevladujoči na trgu prenosnih naprav, kjer je nizka poraba ključni kriterij razvijalcev.
Danes se arhitektura ARM uporablja v približno 75 % vseh 32-bitnih procesorjev RISC, kar jih uvršča med najbolj razširjene 32-bitne arhitekture. Procesorje ARM najdemo v vseh vrstah elektronskih naprav, to je od prenosnih naprav (dlančniki, prenosni telefoni, multimedijski predvajalniki, ročne konzole in kalkulatorji) do računalniških komponent (trdi diski, usmerjevalniki), vendar se skoraj ne uporabljajo kakor glavni procesorji v namiznih računalnikih in nikoli jih niso uporabili v superračunalnikih.

## Zgodovina
Arhitekturo ARM so prvič razvili leta 1983 v sklopu razvojnega projekta podjetja Acorn Computers Ltd. s ciljem izdelave kompaktnega procesorja RISC. Projekt sta vodila Sophie Wilson in Steve Furber, ključni cilj pa je bil doseči nizkolatenčni vhod/izhod (prekinitve) kot pri MOS Technology 6502, uporabljen v Acornovi obstoječi računalniški arhitekturi. Arhitektura 6502 dostopa do pomnilnika je omogočala razvijalcu razvoj hitrih naprav brez uporab dragih naprav za neposredni dostop do pomnilnika. Razvojna ekipa je prvo različico, imenovano ARM1, končala aprila 1985, prvi proizvodni sistem ARM2 pa naslednje leto.
ARM2 je vključeval 32-bitno podatkovno vodilo, 26-bitni pomnilniški prostor in šestnajst 32-bitnih registrov. Programska koda se je morala nahajati v prvih 64 megabajtih, saj je bil programski števec omejen le na 26 bitov, saj je bilo zgornjih 6 bitov uporabljenih za statusne zastavice. ARM2 je bil verjetno najbolj preprosto uporaben 32-biten procesor na svetu, z le 30.000 tranzistorji (v primerjavi z Motorolinim šest let starejšim modelom 68000 s 70.000 tranzistorji). Večina te enostavnosti izvira iz dejstva, da procesor ni uporabljal mikrokode (ta predstavlja približno eno četrtino do eno tretjino modela 68000) in da kot večina procesorjev tistega časa ni vseboval predpomnilnika. Ta preprostost je vodila k majhni električni porabi, vendar boljši zmogljivosti od Intelovega 80286. Naslednik, ARM3, je bil narejen s 4 KB predpomnilnika, kar je še izboljšalo zmogljivost. 
V poznih 1980-tih sta Apple Computer in VLSI Technology začela sodelovati z Acorn na novejši različici jedra ARM. Delo je bilo tako pomembno, da je Acorn odcepil razvojno ekipo v novo podjetje Advanced RISC Machines Ltd. Zaradi tega se ARM včasih obravnava kot okrajšava za Advanced Risc MAchine namesto Acorn RISC Machine. Advanced RISC Machines je postala ARM Ltd, ko je njeno starševsko podjetje, ARM Holding plc, leta 1998 plasiralo delnice na Londonsko borzo in NASDAQ.
Novi Apple-ARM je sčasoma postal ARM6, prvič izdan leta 1991. Apple je uporabil ARM 610 kot osnovo za Apple Newton PDA. Leta 1994 je Acorn upoabil ARM 610 za glavni procesor v njihovem osebnem računalniku Risc. DEC je licenciral arhitekturo ARM6 (kar je povzročilo rahlo zmedo, saj so proizvajali tudi DEC Alpha) in razvil StrongARM. Pri 233 MHz je ta CPU porabil le 1 vat energije (novejše različice porabijo še manj). To delo je bilo kasneje prepuščeno Intelu v sklopu tožbenega dogovora in Intel je izkoristil priložnost, da je posodobil svojo starajočo linijo i960 s StrongARM. Intel je kasneje razvil svojo visokozmogljivo implementacijo, znano kot XScale, ki je bila kasneje prodana Marvellu.
Jedro ARM je ostalo večinoma enake velikosti skozi generacije. ARM2 je imel 30.000 tranzistorjev, do ARM6 pa je število zraslo le do 35.000. Posel ARM je vedno bila prodaja jeder IP, ki jih je licenciranec lahko uporabil za razvoj svojih mikrokontrolerjev in CPE, osnovanih na teh jedrih. Najbolj uspešna različica je bila ARM7TDMI s stotinami milijonov prodanih enot v skoraj vsaki vrsti naprav, osnovanih na mikroprocesorjih. Ideja je da Original Design Manufacturer kombinira jedra ARM z velikim številom dodatnih delov v popolno CPE, ki ga lahko proizvajajo starejše tovarne polprevodnikov in je kljub temu dovolj zmogljiv ob nizki ceni. Do januarja 2008 je bilo izdelanih več kot 10 milijard jeder ARM in iSuppli predvideva, da bo leta 2011 izdelanih pet milijard.
Najpogostejša arhitektura v pametnih telefonih, osebnih digitalnih asistentih in ostalih ročnih napravah je ARMv4. Procesorji XScale in ARM926 so ARMv5TE in so sedaj pogostejši v visokozmogljivih napravah od procesorjev StrongARM, ARM925T in ARM7TDMI, osnovanih na ARMv4.
Danes so najbolj poznani računalniki z arhitekturo ARM Applovi Maci od leta 2020 naprej (MacBook Air, MacBook Pro (13", 14", 16"), MacStudio in iMac). Med prednostmi uporabe te arhitekture v prenosnih računalnikih sta zelo nizka poraba energije in majhna velikost matične plošče ter procesorja.